# Miše Martinović
Miše Martinović (Dubrovnik, 1. lipnja 1926. – Dubrovnik, 1. kolovoza 2021.) bio je hrvatski kazališni i filmski glumac, prvak dubrovačkoga Kazališta Marina Držića i tumač mnogih uloga na Dubrovačkim ljetnim igrama.

## Životopis
Najveći dubrovački glumac, podrijetlom iz Postranja u Župi dubrovačkoj, rođen je 1. lipnja 1926. u Dubrovniku. Bio je otac Mara i Perice, također glumaca. Živio je u Dubrovniku.

## Filmografija

### Televizijske uloge
- "Naše malo misto" kao Brico Dubrovčanin sada Pridsidnik (1970. – 1971.)
- "Ča smo na ovon svitu" kao šjor Ive (1973.)
- "Tuđinac" kao gospar Mato (1990.)

### Filmske uloge
- "Suton" kao kapetan Lujo Lasić (1957.)
- "Na taraci" kao Vuk (1960.)
- "Operacija Ticijan" (1963.)
- "Plemićko gnijezdo" (1965.)
- "Preko ožiljaka" (1968.)
- "Horoskop" (1969.)
- "Maškarate ispod kuplja" kao Pero (1970.)
- "Allegro con brio" kao isljednik (1973.)
- "Veselje sa živahnošću" (1973.)
- "Prikazivanje Dubravke ljeta gospodnjega MCMLXXIII." (1975.)
- "Pjesma od rastanka" (1979.)
- "Novela od kapetana" kao kapetan Nikša (1980.)
- "Poglavlje iz života Augusta Šenoe" (1981.)
- "Kralj Arthur" kao Ninianin otac (1985.)
- "Na tajnom zadatku" kao Kerensky (1991.)
- "Papa Sixto V" (1992.)
- "Baka Bijela" kao susjed (1992.)
- "Dubrovački suton" (1999.)
- "Polagana predaja" kao otac Marović (2001.)
- "Dobro uštimani mrtvaci" kao Zaim (2005.)
- "Libertas" kao knez (2006.)

## Nagrade i priznanja
- 1978. – Godišnja nagrada "Vladimir Nazor"
- 1990. – Nagrada "Vladimir Nazor" za životno djelo[2][3]
- 2004. – Nagrada hrvatskog glumišta za životno djelo[3]
- 2009. – Grand Prix Orlando za osobit umjetnički doprinos u ostvarenju cjelokupnog programa Dubrovačkih ljetnih igara[2][3]

## Vanjske poveznice
- LZMK / Hrvatska enciklopedija: Martinović, Miše
- LZMK / Proleksis enciklopedija: Martinović, Miše
- Večernji.hr – Ivica Radoš: "Miše Martinović: Nema više nikoga s kim bih mogao govoriti starim dubrovačkim idiomom ..."
- Jutarnji.hr – Ivana Mikuličin: Miše Martinović: "Nisam htio biti glumac, ali nakon zatvora morao sam raditi što mi se reklo"
- Dalmacija danas.hr / Goran Pelać: "IN MEMORIAM – MIŠE MARTINOVIĆ
- Gloria.hr – Adio gosparu! Napustio nas je Brico iz "Malog mista", preminuo je legendarni glumac Miše Martinović
- Miše Martinović u internetskoj bazi filmova IMDb-u (engl.)
- Miše Martinović na Discogsu